# Jouarre
Jouarre est une commune française située dans le département de Seine-et-Marne en région Île-de-France.

## Géographie

### Localisation
La ville est située à environ 4 km par la route, au sud de La Ferté-sous-Jouarre.
Avec 4 219 hectares, c'est en superficie la troisième commune de Seine-et-Marne après celle de Fontainebleau et de Chenoise-Cucharmoy.

### Communes limitrophes
| Sept-Sorts                 | La Ferté-sous-Jouarre, Reuil-en-Brie | Saâcy-sur-Marne     |
| Sammeron, Signy-Signets    | Jouarre                              | Saint-Cyr-sur-Morin |
| Giremoutiers, Pierre-Levée | Saint-Germain-sous-Doue, Aulnoy      | Doue                |

### Géologie et relief
L'altitude de la commune varie de 51 mètres à 183 mètres pour le point le plus haut, le centre du bourg se situant à environ 142 mètres d'altitude (mairie). Elle est classée en zone de sismicité 1, correspondant à une sismicité très faible.

### Hydrographie

#### Réseau hydrographique

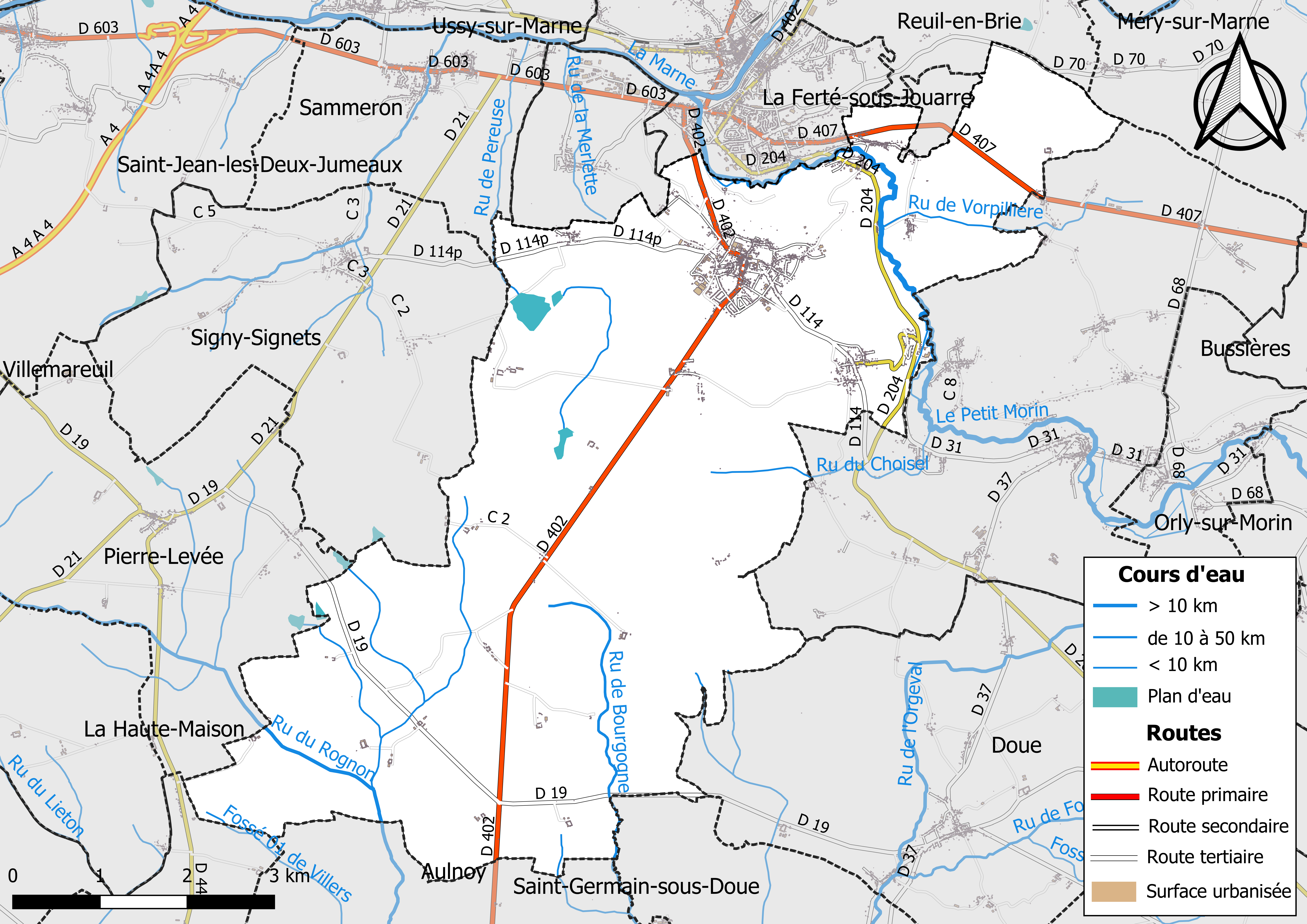
Carte des réseaux hydrographique et routier de Jouarre.

Le réseau hydrographique de la commune se compose de dix-sept cours d'eau référencés :
- le ru de Péreuse , long de 3,29 km[4], affluent de la Marne ;
- la rivière le Petit Morin, long de 86,33 km[5], affluent de la Marne en rive gauche, ainsi que ;
  - un bras de 0,15 km[6] ;
  - un bras de 0,28 km[7] ;
  - un bras de 0,97 km[8] ;
  - le ru de Vorpilliere, 3,38 km[9], affluent du Petit Morin ;
  - le ru de Choisiel, 3,15 km[10], affluent du Petit Morin ;
- le ru du Rognon, long de 13,15 km[11], au sud-ouest de la commune ;
  - le cours d'eau 01 du Petit Bibartault, 4,07 km[12], qui conflue avec le ru du Rognon ;
    - le fossé 01 du Grand Bibartault, 1,81 km[13], qui conflue avec le cours d'eau 01 du Petit Bibartault ;
    - le fossé 01 de la Petite Brosse, 2,05 km[14], qui conflue avec le cours d'eau 01 du Petit Bibartault ;

  - le ru de Bourgogne, 7,50 km[15], qui conflue dans le ru du Rognon ;
    - le fossé 01 du Bois d'Arrageon, long de 1,59 km[16], qui conflue dans le ru de Bourgogne ;
- le cours d'eau 01 de la commune de Saint-Germain-sous-Doue, 5 km[17], qui conflue avec le ru de l'Orgeval ;
  - le fossé 01 de la Commune de Doue, 1,28 km[18], qui conflue avec le cours d'eau 01 de la Commune de Saint-Germain-sous-Doue ;
- le fossé 01 de l'Étang de Péreuse, 2,40 km[19] ;
- le fossé 01 de Villers, 2,76 km[20], qui conflue avec le ru du Rognon.

Par ailleurs, son territoire est également traversé par l’aqueduc de la Dhuis et aussi baignée  de quelques plans d’eau dont l’étang de Perreuse.
La longueur totale des cours d'eau sur la commune est de 31,96 km.

#### Gestion des cours d'eau
Afin d’atteindre le bon état des eaux imposé par la Directive-cadre sur l'eau du 23 octobre 2000, plusieurs outils de gestion intégrée s’articulent à différentes échelles : le SDAGE, à l’échelle du bassin hydrographique, et le SAGE, à l’échelle locale. Ce dernier fixe les objectifs généraux d’utilisation, de mise en valeur et de protection quantitative et qualitative des ressources en eau superficielle et souterraine. Le département de Seine-et-Marne est couvert par six SAGE, au sein du bassin Seine-Normandie.
La commune fait partie du SAGE « Petit et Grand Morin », approuvé le 21 octobre 2016. Le territoire de ce SAGE comprend les bassins du Petit Morin (630 km2) et du Grand Morin (1 185 km2). Le pilotage et l’animation du SAGE sont assurés par le syndicat mixte d'Aménagement et de Gestion des Eaux (SMAGE) des 2 Morin, qualifié de « structure porteuse ».

### Climat
Pour des articles plus généraux, voir Climat de l'Île-de-France et Climat de Seine-et-Marne.
En 2010, le climat de la commune est de type climat océanique dégradé des plaines du Centre et du Nord, selon une étude du CNRS s'appuyant sur une série de données couvrant la période 1971-2000. En 2020, Météo-France publie une typologie des climats de la France métropolitaine dans laquelle la commune est exposée à un climat océanique altéré et est dans la région climatique Nord-est du bassin Parisien, caractérisée par un ensoleillement médiocre, une pluviométrie moyenne régulièrement répartie au cours de l’année et un hiver froid (3 °C).
Pour la période 1971-2000, la température annuelle moyenne est de 10,7 °C, avec une amplitude thermique annuelle de 14,7 °C. Le cumul annuel moyen de précipitations est de 747 mm, avec 12,2 jours de précipitations en janvier et 8,3 jours en juillet. Pour la période 1991-2020, la température moyenne annuelle observée sur la station météorologique la plus proche, située sur la commune de Saint-Cyr-sur-Morin à 4 km à vol d'oiseau, est de 11,2 °C et le cumul annuel moyen de précipitations est de 814,8 mm,. Pour l'avenir, les paramètres climatiques de la commune estimés pour 2050 selon différents scénarios d'émission de gaz à effet de serre sont consultables sur un site dédié publié par Météo-France en novembre 2022.
| Mois                                  | jan.             | fév.          | mars           | avril         | mai           | juin            | jui.           | août           | sep.            | oct.            | nov.           | déc.             | année      |
| ------------------------------------- | ---------------- | ------------- | -------------- | ------------- | ------------- | --------------- | -------------- | -------------- | --------------- | --------------- | -------------- | ---------------- | ---------- |
| Température minimale moyenne (°C)     | 1                | 0,8           | 2,5            | 4,4           | 8,2           | 11,4            | 13,2           | 12,6           | 9,4             | 7,3             | 3,8            | 1,4              | 6,3        |
| Température moyenne (°C)              | 3,9              | 4,5           | 7,5            | 10,4          | 14,2          | 17,4            | 19,3           | 18,9           | 15,3            | 11,7            | 7,1            | 4,3              | 11,2       |
| Température maximale moyenne (°C)     | 6,9              | 8,2           | 12,6           | 16,3          | 19,9          | 23,3            | 25,5           | 25,2           | 21,1            | 16,1            | 10,5           | 7,2              | 16,1       |
| Record de froid (°C) date du record   | −22,5 17.01.1985 | −15 07.02.12  | −11,5 01.03.05 | −7 08.04.03   | −2 01.05.1976 | 0,2 04.06.1975  | 4,5 04.07.1984 | 2,9 28.08.1974 | −0,5 27.09.1972 | −6,5 30.10.1997 | −10 24.11.1998 | −11,5 31.12.1996 | −22,5 1985 |
| Record de chaleur (°C) date du record | 16 05.01.1999    | 19,5 27.02.19 | 24 29.03.1989  | 29,5 20.04.18 | 32 28.05.17   | 37,2 30.06.1976 | 41,5 25.07.19  | 40 12.08.03    | 34,9 04.09.1973 | 29 01.10.1985   | 21 08.11.15    | 17,2 10.12.1978  | 41,5 2019  |
| Précipitations (mm)                   | 72,3             | 60,9          | 58,3           | 51,8          | 71,1          | 62,1            | 71,3           | 71             | 58,8            | 71,9            | 74,1           | 91,2             | 814,8      |

### Milieux naturels et biodiversité
L’inventaire des zones naturelles d'intérêt écologique, faunistique et floristique (ZNIEFF) a pour objectif de réaliser une couverture des zones les plus intéressantes sur le plan écologique, essentiellement dans la perspective d’améliorer la connaissance du patrimoine naturel national et de fournir aux différents décideurs un outil d’aide à la prise en compte de l’environnement dans l’aménagement du territoire.
Le territoire communal de Jouarre comprend trois ZNIEFF de type 1,, : 
- l'« Étang de Pereuse » (26,12 ha)[32] ;
- « Le Petit Morin » (30,09 ha), couvrant 10 communes du département[33] ;
- les « Ru de la Vorpillière et bois de Moras » (91,11 ha), couvrant 2 communes du département[34] ;

et une ZNIEFF de type 2,, 
la « vallée du Petit Morin de Verdelot à la Ferte Sous-Jouarre » (4 988,89 ha), couvrant 15 communes du département.

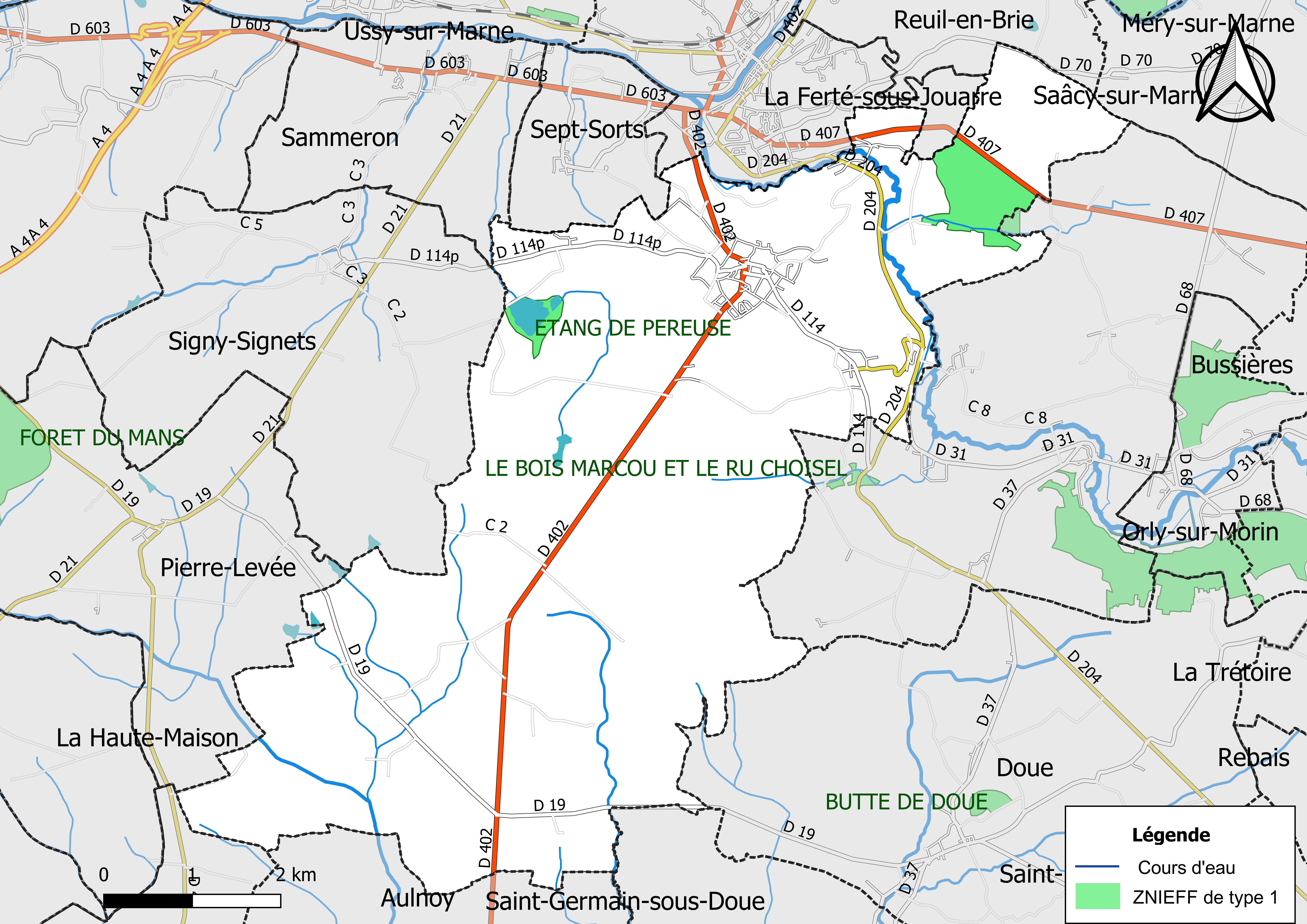
Carte des ZNIEFF de type 1 de la commune.
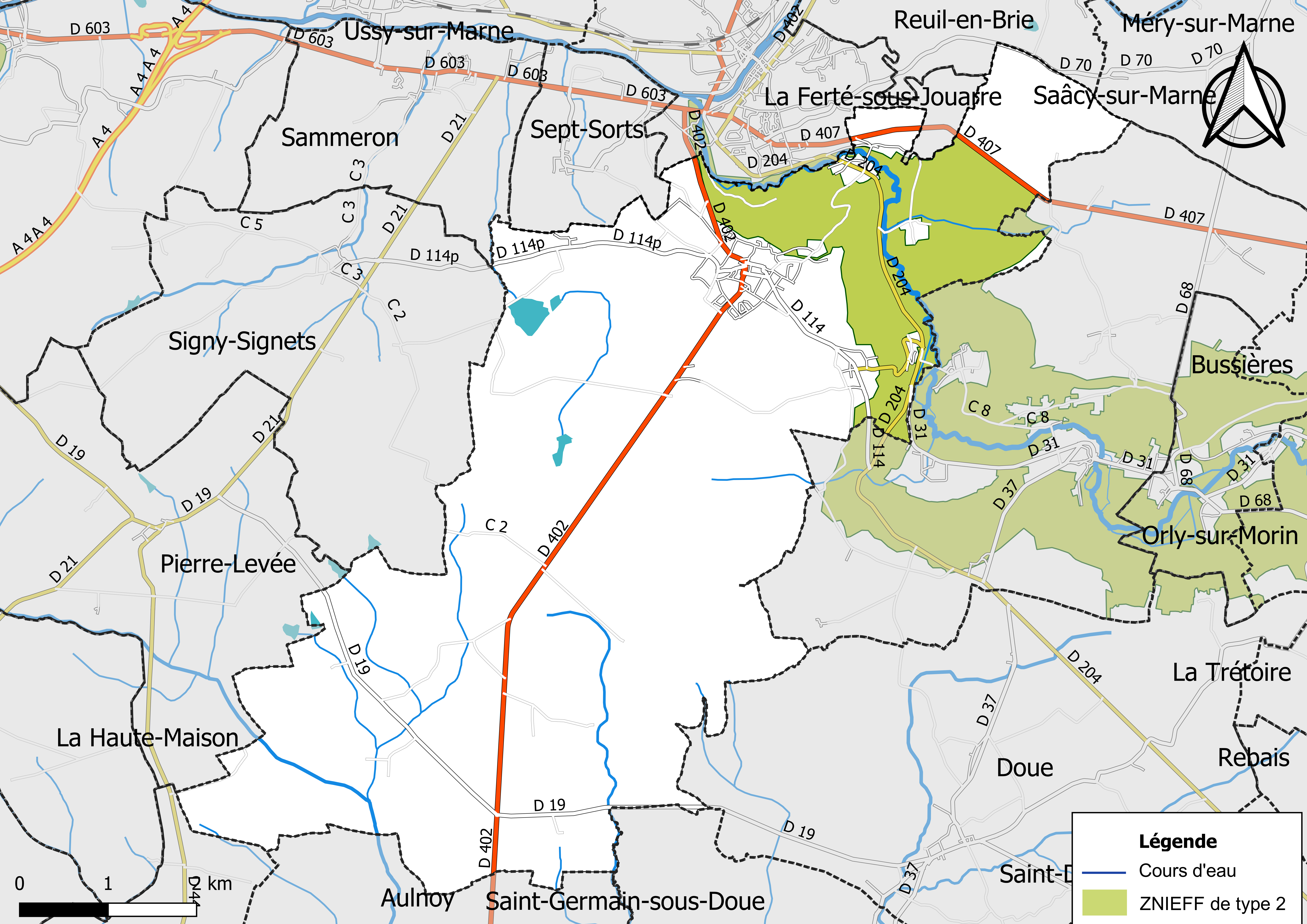
Carte des ZNIEFF de type 2 de la commune.

## Urbanisme

### Typologie
Au 1er janvier 2024, Jouarre est catégorisée ceinture urbaine, selon la nouvelle grille communale de densité à sept niveaux définie par l'Insee en 2022.
Elle appartient à l'unité urbaine de Jouarre, une unité urbaine monocommunale constituant une ville isolée,. Par ailleurs la commune fait partie de l'aire d'attraction de Paris, dont elle est une commune de la couronne,. Cette aire regroupe 1 929 communes,.

### Lieux-dits et écarts
La commune compte 270 lieux-dits administratifs répertoriés consultables ici (source : le fichier Fantoir).
- cinq lieux-dits peuvent être qualifiés de bourgs : Courcelles-sous-Jouarre (limitrophe de La Ferté-sous-Jouarre), Vanry, Romeny (à ne pas confondre avec la commune de Romeny-sur-Marne), Glairet et les Corbiers ;
- dans le nord-est de la commune : les Pommières, le Gouffre ;
- dans l'ouest de la commune : Petit Ballot, Grand Ballot, Perreuse (château) ;
- dans le sud de la commune :  L'Hôtel-du-Bois, la Fringale, Grand-Bilbartaut, les Loges, Nolongue (manoir-ferme), Choqueuse (forêt domaniale).

### Occupation des sols
L'occupation des sols de la commune, telle qu'elle ressort de la base de données européenne d’occupation biophysique des sols Corine Land Cover (CLC), est marquée par l'importance des territoires agricoles (68,1 % en 2018), en diminution par rapport à 1990 (69,1 %). La répartition détaillée en 2018 est la suivante : 
terres arables (64,6% ), forêts (26,6% ), zones urbanisées (4,3% ), prairies (3,4% ), milieux à végétation arbustive et/ou herbacée (1% ), zones agricoles hétérogènes (0,1 %).
Parallèlement, L'Institut Paris Région, agence d'urbanisme de la région Île-de-France, a mis en place un inventaire numérique de l'occupation du sol de l'Île-de-France, dénommé le MOS (Mode d'occupation du sol), actualisé régulièrement depuis sa première édition en 1982. Réalisé à partir de photos aériennes, le Mos distingue les espaces naturels, agricoles et forestiers mais aussi les espaces urbains (habitat, infrastructures, équipements, activités économiques, etc.) selon une classification pouvant aller jusqu'à 81 postes, différente de celle de Corine Land Cover,,. L'Institut met également à disposition des outils permettant de visualiser par photo aérienne l'évolution de l'occupation des sols de la commune entre 1949 et 2018.

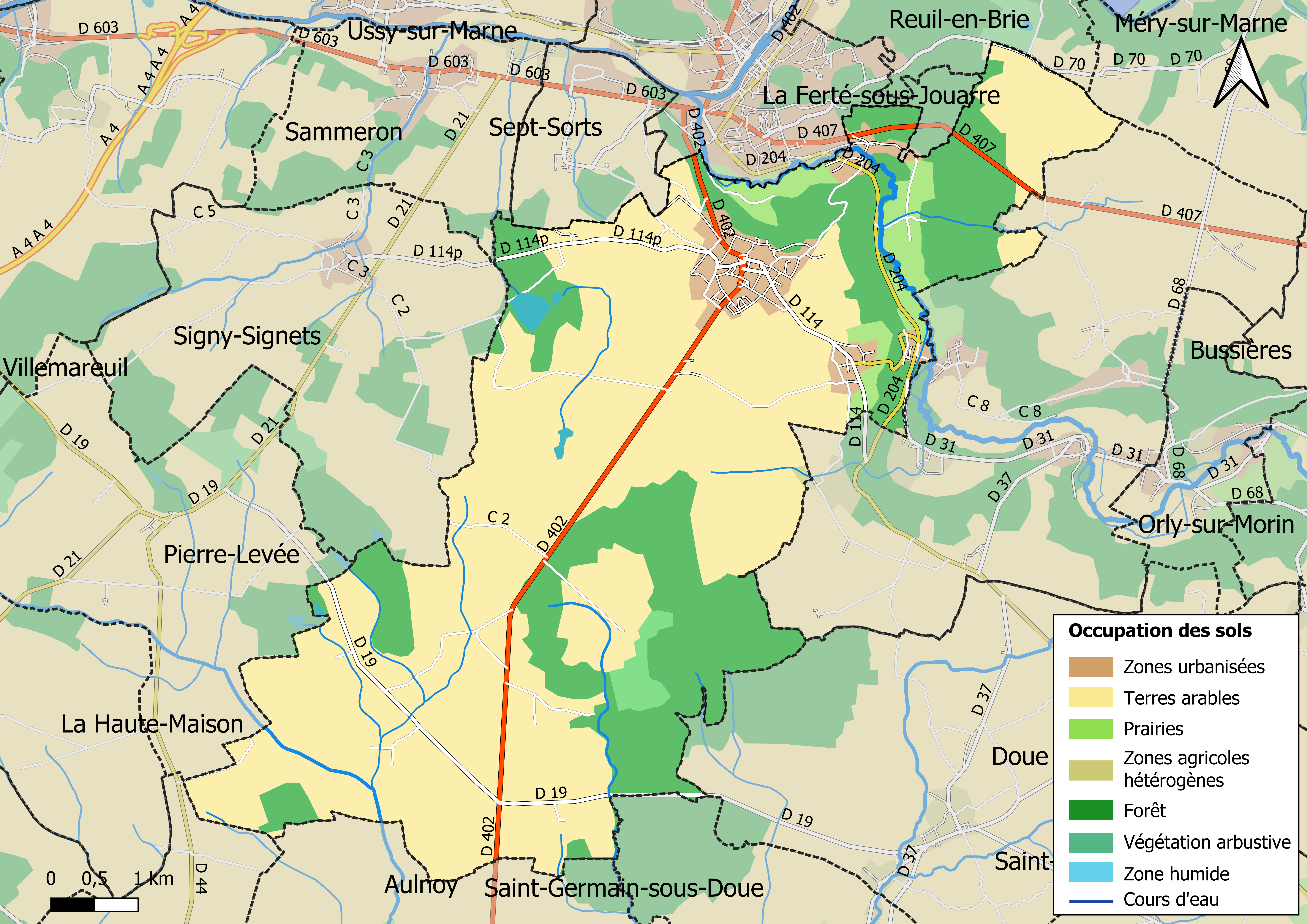
Carte des infrastructures et de l'occupation des sols en 2018 (CLC) de la commune.
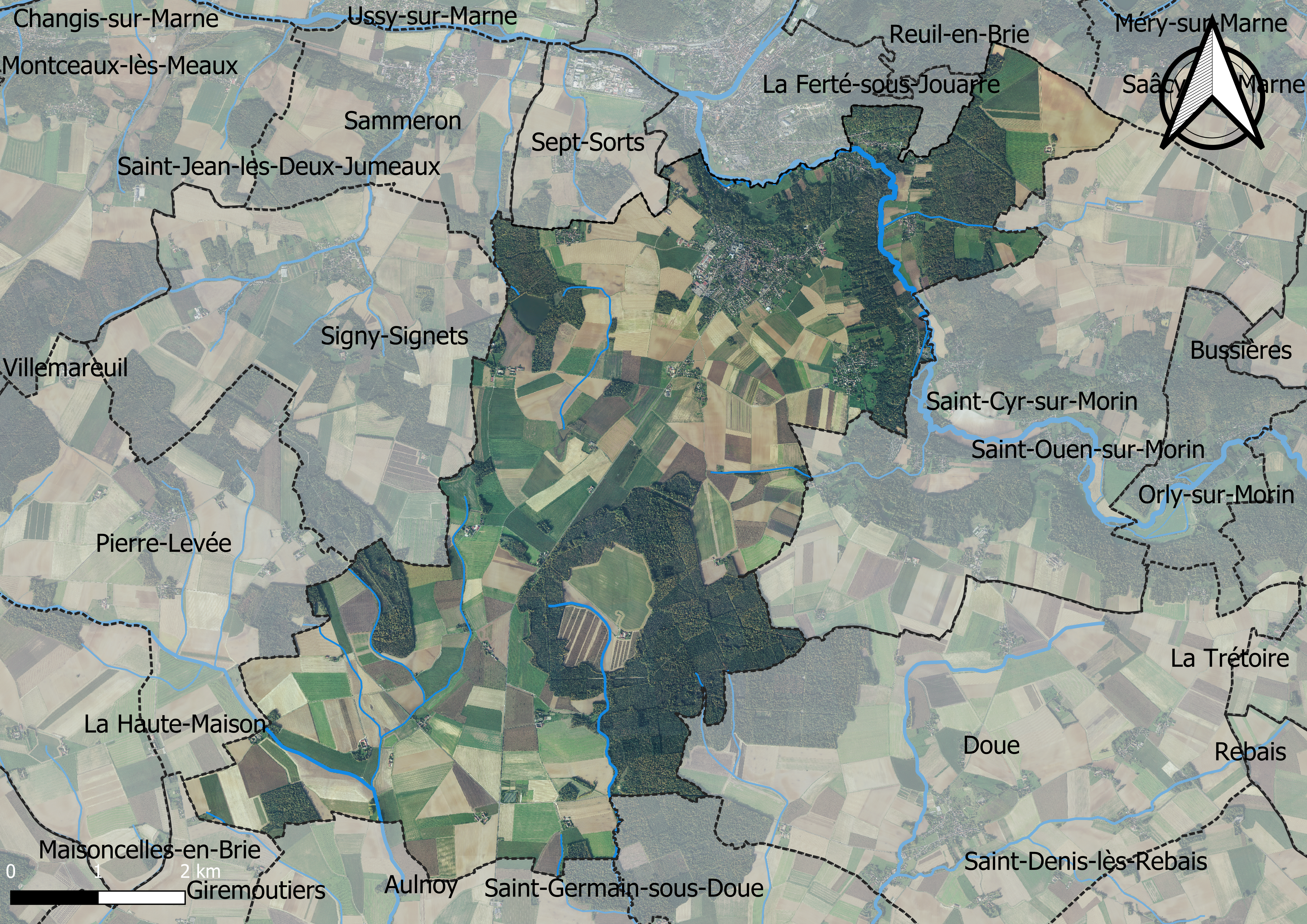
Carte orhophotogrammétrique de la commune.

### Planification
La commune disposait en 2019 d'un plan local d'urbanisme en révision. Le zonage réglementaire et le règlement associé peuvent être consultés sur le Géoportail de l'urbanisme.

### Habitat et logement
En 2018, le nombre total de logements dans la commune était de 1 702, alors qu'il était de 1 585 en 2013 et de 1 589 en 2008.
Parmi ces logements, 88,3 % étaient des résidences principales, 3 % des résidences secondaires et 8,8 % des logements vacants. Ces logements étaient pour 76,1 % d'entre eux des maisons individuelles et pour 23,4 % des appartements.
Le tableau ci-dessous présente la typologie des logements à Jouarre en 2018 en comparaison avec celle de Seine-et-Marne et de la France entière. Une caractéristique marquante du parc de logements est ainsi une proportion de résidences secondaires et logements occasionnels (3 %) supérieure à celle du département (2,9 %) et à celle de la France entière (9,7 %). Concernant le statut d'occupation de ces logements, 67,7 % des habitants de la commune sont propriétaires de leur logement (70,3 % en 2013), contre 61,8 % pour la Seine-et-Marne et 57,5 pour la France entière.
| Typologie                                               | Jouarre | Seine-et-Marne | France entière |
| ------------------------------------------------------- | ------- | -------------- | -------------- |
| Résidences principales (en %)                           | 88,3    | 90,3           | 82,1           |
| Résidences secondaires et logements occasionnels (en %) | 3       | 2,9            | 9,7            |
| Logements vacants (en %)                                | 8,8     | 6,8            | 8,2            |

### Voies de communication et transports
La  gare de La Ferté-sous-Jouarre est située à 4 km.
Le réseau de bus Brie et 2 Morin dessert la commune via les lignes 40 (La Ferté-sous-Jouarre - Jouarre - Sept-Sorts) et 41 (La Ferté-sous-Jouarre - Jouarre - Coulommiers).

## Toponymie
Le nom de la localité est attesté sous les formes S. Mariae Joderensis en 839, Jorra en 1219, Juere en 1260, en 1310 et 1424, Joarre et Juerre au XVIe siècle, Domus Dei de Jotro, Jouerre-en-Brie, Jouarre-Balleau et Courcelles.

Au cours de la Révolution française, la commune porte le nom de Jouarre-la-Montagne.
L'occupation romaine du site est peut-être l’aménagement d’un Oppidum faisant suite à un bourg fortifié gaulois, permettent d'accréditer cette explication : La racine toponymique de Jouarre renvoie au gallo-romain divodurum, ce toponyme est issu du gaulois devo, « dieu» et en seconde position duro, en latin durum, qui signifie « forteresse ». Duro est précédé d’un -ó- de liaison accentué qui a plus ou moins abouti à des terminaisons en -erre ou –eurre dans le Nord de la France, qui signifie : la « divine forteresse » ou la « forteresse sacrée ». Jouarre tirerait son nom d'un temple de Jupiter , bâti jadis sur ses hauteurs.

## Histoire

### Antiquité
L'occupation romaine du site, avec peut-être l’aménagement d’un castrum (camp retranché) faisant suite à un bourg fortifié gaulois, permettent d'accréditer cette explication.

### Ancien Régime
Cependant, l’essor jotrancien est à rechercher dans la première moitié du VIIe siècle, lorsque saint Adon fonde  à cet endroit une abbaye, encore en activité à l’heure actuelle. Les invasions normandes du IXe siècle, les dégradations de la guerre de Cent Ans au XVe siècle, la Révolution française, autant d’événements majeurs qui ont touché cette commune. Mais le patrimoine local est resté intact, et si chaque époque a laissé sa trace, c’est pour mieux révéler ce qui avait été fait antérieurement… Ainsi Jouarre reste l’une des rares communes de la région à conserver autant de vestiges des temps révolus. Joyau du patrimoine et de l’art mérovingien, les cryptes de Jouarre demeurent un ensemble unique en Europe de par leur conservation et de par leur âge.
Au temps du roi Dagobert Ier, une grande école du palais réunissait à la cour les fils des plus hauts dignitaires du royaume où il leur était donné une grande culture et une initiation à l’administration royale. C’est ainsi que le roi Dagobert choisissait ses ministres et ses évêques. Authaire, un haut fonctionnaire du palais, y fit instruire ses trois fils, Adon, Dadon et Radon. Originaires de la région, et plus particulièrement d’Ussy-sur-Marne, Authaire reçut chez lui, l'hiver 610-611, la visite du moine irlandais Colomban. Après avoir acquis un haut niveau de culture, Adon, Dadon et Radon assurèrent de grandes fonctions au service du roi Clotaire II, puis de Dagobert Ier. Dadon fut chancelier du royaume puis nommé évêque de Rouen, Radon, fut trésorier de Dagobert Ier et Adon référendaire.
Adon quitta assez rapidement la cour du roi pour fonder un monastère sur le site de Jouarre et dota ce dernier de son patrimoine exceptionnel. Des membres de la famille d’Authaire, tels qu'Agilbert et Ebrégisile rejoignirent Adon à Jouarre, puis ce fut au tour de Mode, sa sœur Balde et leurs nièces Telchilde et Aguilberte pour former une communauté de femmes. C’est ainsi que l’abbaye de Jouarre devint un temps un monastère double, où hommes et femmes mènent une vie monastique, en même lieu, en des bâtiments séparés. Techilde en fut la première abbesse. Ainsi, la crypte Saint Paul de Jouarre abrite les tombeaux des fondateurs.

### Époque contemporaine
En 1915, les bâtiments de l'abbaye de Jouarre sont réquisitionnés pour servir d'hôpital militaire à l'arrière du front.

## Politique et administration

### Rattachements administratifs et électoraux

#### Rattachements administratifs
La commune se trouve  dans l'arrondissement de Meaux du département de la Seine-et-Marne.
Elle faisait partie depuis 1793 du canton de la Ferté-sous-Jouarre. Dans le cadre du redécoupage cantonal de 2014 en France, cette circonscription administrative territoriale a disparu, et le canton n'est plus qu'une circonscription électorale.

#### Rattachements électoraux
Pour les élections départementales, la commune fait partie depuis 2014 d'un nouveau  canton de la Ferté-sous-Jouarre
Pour l'élection des députés, elle fait partie de la cinquième circonscription de Seine-et-Marne.

### Intercommunalité
Jouarre était membre de la communauté de communes du Pays fertois, un établissement public de coopération intercommunale (EPCI) à fiscalité propre créé en 1970 et auquel la commune avait transféré un certain nombre de ses compétences, dans les conditions déterminées par le code général des collectivités territoriales.
Cette intercommunalité envisage en 2017  fusionner avec la communauté de communes du Pays de Coulommiers afin d'augmenter les ressources de cette nouvelle structure, qui prendrait le statut de communauté d'agglomération et bénéficierait à ce titre de dotations plus élevées de l'État, tout en ayant une possibilité de négociation plus équilibrée avec Val d'Europe Agglomération et la communauté d'agglomération Pays de Meaux,. Cette fusion intervient le 1er janvier 2018, formant la communauté d'agglomération Coulommiers Pays de Brie dont est désormais membre — contre son gré —  la commune.

### Tendances politiques et résultats
Au second tour des élections municipales de 2014 en Seine-et-Marne, la liste DVD menée par Fabien Vallée obtient la majorité des suffrages exprimés, avec 798 voix (48,33 %, 21 conseillers municipaux élus dont 5 communautaires), devançant celles menées respectivement par : 

- Pierre Goullieux, maire sortant (DVD 664 voix, 40,21 %, 5 conseillers municipaux élus dont 1 communautaire) ;

- Sylvain Feron (DVD, 189 voix, 11,44 %, 1 conseiller municipal élu).

Lors de ce scrutin, 33,75 % des électeurs se sont abstenus.
Lors du premier tour des élections municipales de 2020 en Seine-et-Marne, la liste DVD menée par le maire sortant Fabien Vallée obtient la majorité absolue des suffrages exprimés avec 701 voix (61,54 %, 22 conseillers municipaux élus dont 2 communautaires), battant celle, également DVD, menée par Philippe Rimbert (438 voix, 	38,45  %, 5 conseillers municipaux élus dont 1 communautaire).
Lors de ce scrutin marqué par la pandémie de Covid-19, 56,55 % des électeurs se sont abstenus.

### Liste des maires
| Période                                  | Période                         | Identité                             | Étiquette           | Qualité                                            |
| ---------------------------------------- | ------------------------------- | ------------------------------------ | ------------------- | -------------------------------------------------- |
| Les données manquantes sont à compléter. |                                 |                                      |                     |                                                    |
| 1790                                     | 1791                            | Nicolas Huvier                       |                     |                                                    |
| 1791                                     | 1792                            | Pierre Parnot                        |                     |                                                    |
| 1792                                     | 1795                            | Juvénal Rassicod                     |                     |                                                    |
| 1800                                     | 1808                            | Bernard Leger                        |                     |                                                    |
| 1808                                     | 1816                            | Claude De Caulliere (Vicomte)        |                     |                                                    |
| 1817                                     | 1830                            | César Huet                           |                     |                                                    |
| 1830                                     | 1833                            | Alexandre Bayeux                     |                     |                                                    |
| 1833                                     | 1846                            | Octave Guilleminault                 |                     |                                                    |
| 1846                                     | 1848                            | César Huet                           |                     |                                                    |
| 1848                                     | 1848                            | François Masson                      |                     |                                                    |
| 1848                                     | 1851                            | Albert Chiboust                      |                     |                                                    |
| 1851                                     | 1853                            | Joseph De Naylies                    |                     |                                                    |
| 1853                                     | 1855                            | César Huet                           |                     |                                                    |
| 1855                                     | 1857                            | Auguste Broulin                      |                     |                                                    |
| 1857                                     | 1860                            | Louis Bertrand                       |                     |                                                    |
| 1860                                     | 1862                            | François Bernard Duclos              |                     |                                                    |
| 1862                                     | 1878                            | Jean Auguste Duffié                  |                     | Raffineur de sucre                                 |
| 1878                                     | 1884                            | Fançois Michon                       |                     |                                                    |
| 1884                                     | 1885                            | Jean Auguste Duffié                  |                     | Raffineur de sucre                                 |
| 1885                                     | 1890                            | Louis Remeuf                         |                     |                                                    |
| 1890                                     | 1894                            | Louis Gibert                         |                     |                                                    |
| 1894                                     | 1896                            | Etienne Lallier                      |                     |                                                    |
| 1900                                     | 1903                            | Vignandon                            |                     |                                                    |
| 1904                                     | 1912                            | Louis Darche                         |                     |                                                    |
| 1912                                     | 1914                            | Ernest Duchesne                      |                     | Mobilisé pour la 1ere guerre mondiale et remplacé  |
| 1914                                     | 1919                            | Hippolyte Mauville et Charles Mangin |                     |                                                    |
| Les données manquantes sont à compléter. |                                 |                                      |                     |                                                    |
| 10 décembre 1919                         | 7 décembre 1931                 | Gustave Chantereau                   |                     |                                                    |
| 10 janvier 1932                          | 5 décembre 1943                 | Eugène Nolin                         |                     | Décédé en fonction                                 |
| 20 octobre 1944                          | 15 octobre 1948                 | Léon Chatelain                       |                     | Décédé en fonction                                 |
| 20 novembre 1948                         | 15 octobre 1948                 | Bernard Ramond-Gontaud               |                     |                                                    |
| Les données manquantes sont à compléter. |                                 |                                      |                     |                                                    |
| 9 mai 1953                               | 23 mars 1965                    | Bernard Ramond-Gontaud               |                     |                                                    |
| 25 mars 1965                             | 23 mars 1977                    | Charles Malbert                      |                     |                                                    |
| 23 mars 1977                             | 25 juin 1995                    | Élie Baddour                         | DVD                 | Médecin                                            |
| 25 juin 1995                             | 23 mars 2001,                   | Bertrand Petit                       | DVD                 | Chef d'entreprise                                  |
| 23 mars 2001                             | 4 avril 2014                    | Pierre Goullieux                     | RPF puis UMP        | Chef d'entreprise                                  |
| 4 avril 2014                             | En cours (au 20 septembre 2024) | Fabien Vallée                        | UMP/LR puis UDR-RPR | Consultant digitalisation & systèmes d’information |

### Politique de développement durable
La commune a engagé une politique de développement durable en lançant une démarche d'Agenda 21 en 2003.

## Équipements et services

### Eau et assainissement
L’organisation de la distribution de l’eau potable, de la collecte et du traitement des eaux usées et pluviales relève des communes. La loi NOTRe de 2015 a accru le rôle des EPCI à fiscalité propre en leur transférant cette compétence. Ce transfert devait en principe être effectif au 1er janvier 2020, mais la loi Ferrand-Fesneau du 3 août 2018 a introduit la possibilité d’un report de ce transfert au 1er janvier 2026,.

#### Assainissement des eaux usées
En 2020, la gestion du service d'assainissement collectif de la commune de Jouarre est assurée par la communauté d'agglomération Coulommiers Pays de Brie (CACPB) pour la collecte, le transport et la dépollution. Ce service est géré en délégation par une entreprise privée, dont le contrat arrive à échéance le 31 décembre 2025,,.
L’assainissement non collectif (ANC) désigne les installations individuelles de traitement des eaux domestiques qui ne sont pas desservies par un réseau public de collecte des eaux usées et qui doivent en conséquence traiter elles-mêmes leurs eaux usées avant de les rejeter dans le milieu naturel. La communauté d'agglomération Coulommiers Pays de Brie (CACPB) assure pour le compte de la commune le service public d'assainissement non collectif (SPANC), qui a pour mission de vérifier la bonne exécution des travaux de réalisation et de réhabilitation, ainsi que le bon fonctionnement et l’entretien des installations,.

#### Eau potable
En 2020, l'alimentation en eau potable est assurée par la communauté d'agglomération Coulommiers Pays de Brie (CACPB) qui en a délégué la gestion à la SAUR, dont le contrat expire le 31 décembre 2025,.

## Population et société

### Démographie
L'évolution du nombre d'habitants est connue à travers les recensements de la population effectués dans la commune depuis 1793. Pour les communes de moins de 10 000 habitants, une enquête de recensement portant sur toute la population est réalisée tous les cinq ans, les populations de référence des années intermédiaires étant quant à elles estimées par interpolation ou extrapolation. Pour la commune, le premier recensement exhaustif entrant dans le cadre du nouveau dispositif a été réalisé en 2007.

En 2022, la commune comptait 4 262 habitants, en évolution de −0,3 % par rapport à 2016 (Seine-et-Marne : +3,92 %, France hors Mayotte : +2,11 %).
| 1793  | 1800  | 1806  | 1821  | 1831  | 1836  | 1841  | 1846  | 1851  |
| ----- | ----- | ----- | ----- | ----- | ----- | ----- | ----- | ----- |
| 2 120 | 2 505 | 2 665 | 2 594 | 2 564 | 2 604 | 2 722 | 2 682 | 2 704 |

| 1856  | 1861  | 1866  | 1872  | 1876  | 1881  | 1886  | 1891  | 1896  |
| ----- | ----- | ----- | ----- | ----- | ----- | ----- | ----- | ----- |
| 2 644 | 2 668 | 2 621 | 2 448 | 2 519 | 2 488 | 2 369 | 2 307 | 2 313 |

| 1901  | 1906  | 1911  | 1921  | 1926  | 1931  | 1936  | 1946  | 1954  |
| ----- | ----- | ----- | ----- | ----- | ----- | ----- | ----- | ----- |
| 2 319 | 2 214 | 2 084 | 1 965 | 2 072 | 2 086 | 1 978 | 2 000 | 2 175 |

| 1962  | 1968  | 1975  | 1982  | 1990  | 1999  | 2006  | 2007  | 2012  |
| ----- | ----- | ----- | ----- | ----- | ----- | ----- | ----- | ----- |
| 2 270 | 2 536 | 2 765 | 2 700 | 3 274 | 3 415 | 3 997 | 4 085 | 4 180 |

| 2017  | 2022  | - | - | - | - | - | - | - |
| ----- | ----- | - | - | - | - | - | - | - |
| 4 337 | 4 262 | - | - | - | - | - | - | - |

### Enseignement
École maternelle et primaire.

## Économie

### Revenus de la population et fiscalité
En 2019, le nombre de ménages fiscaux de la commune était de 1 449 (dont 62 % imposés), représentant 3 836 personnes et la  médiane du revenu disponible par unité de consommation  de 22 200 euros, le 1er décile étant de 13 490 euros avec un rapport interdécile de 2,6.

### Emploi
En 2018, le nombre total d’emplois dans la zone était de 917, occupant 1 823 actifs  résidants (dont 21 % dans la commune de résidence et 79 % dans une commune autre que la commune de résidence).
Le taux d'activité de la population (actifs ayant un emploi) âgée de 15 à 64 ans s'élevait à 68 % contre un taux de chômage de 10,3 %.
Les 21,7 % d’inactifs se répartissent de la façon suivante : 10,6 % d’étudiants et stagiaires non rémunérés, 5 % de retraités ou préretraités et 6,1 % pour les autres inactifs.

### Secteurs d'activité

#### Entreprises et commerces
Au 31 décembre 2019, le nombre d’unités légales (activités marchandes hors agriculture) par secteur d'activité était de 226 dont 22 dans l’industrie manufacturière, industries extractives et autres, 46 dans la construction, 53 dans le commerce de gros et de détail, transports, hébergement et restauration, 6 dans l’Information et communication, 2 dans les activités financières et d'assurance, 11 dans les activités immobilières, 32 dans les activités spécialisées, scientifiques et techniques et activités de services administratifs et de soutien, 28 dans l’administration publique, enseignement, santé humaine et action sociale et 26 étaient relatifs aux autres activités de services.
- Zone Industrielle la Croix de Mission de 3 hectares.
- Société Wimbée[75] : cartonnage et plastiques, détenteur de brevets, fabricant à l'international.

En 2021, 58 entreprises ont été créées sur le territoire de la commune, dont 46 individuelles.
Au 1er janvier 2022, la commune ne disposait pas d’hôtel et de terrain de camping.

#### Agriculture
Jouarre est dans la petite région agricole dénommée la « Brie laitière » (anciennement Brie des étangs), une partie de la Brie à l'est de Coulommiers. En 2010, l'orientation technico-économique de l'agriculture sur la commune est la culture de céréales et d'oléoprotéagineux (COP).
Si la productivité agricole de la Seine-et-Marne se situe dans le peloton de tête des départements français, le département enregistre un double phénomène de disparition des terres cultivables (près de 2 000 ha par an dans les années 1980, moins dans les années 2000) et de réduction d'environ 30 % du nombre d'agriculteurs dans les années 2010. Cette tendance se retrouve au niveau de la commune où le nombre d’exploitations est passé de 26 en 1988 à 22 en 2010. Parallèlement, la taille de ces exploitations augmente, passant de 87 ha en 1988 à 141 ha en 2010.
Le tableau ci-dessous présente les principales caractéristiques des exploitations agricoles de Jouarre, observées sur une période de 22 ans : 
|                                      | 1988  | 2000  | 2010  |
| ------------------------------------ | ----- | ----- | ----- |
| Dimension économique,                |       |       |       |
| Nombre d’exploitations (u)           | 26    | 20    | 22    |
| Travail (UTA)                        | 44    | 33    | 37    |
| Surface agricole utilisée (ha)       | 2 253 | 2 693 | 3 107 |
| Cultures                             |       |       |       |
| Terres labourables (ha)              | 2 124 | 2 628 | 3 037 |
| Céréales (ha)                        | 1 395 | 1 754 | 2 036 |
| dont blé tendre (ha)                 | 980   | 1269  | s     |
| dont maïs-grain et maïs-semence (ha) | 346   | 363   | 555   |
| Tournesol (ha)                       | 29    |       |       |
| Colza et navette (ha)                | s     | 79    | s     |
| Élevage                              |       |       |       |
| Cheptel (UGBTA)                      | 386   | 189   | 288   |

## Culture locale et patrimoine

### Lieux et monuments

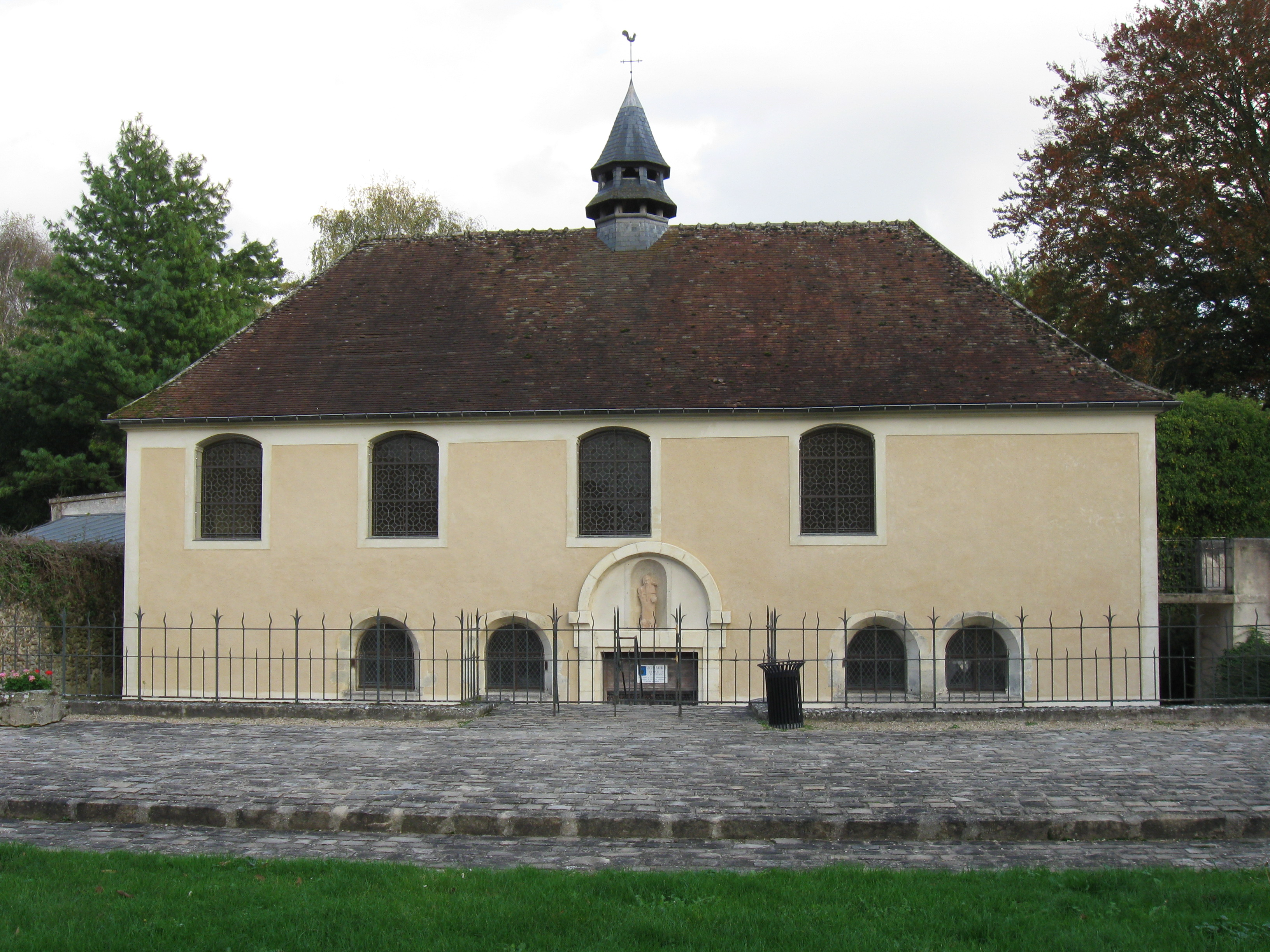
Les cryptes de Jouarre.

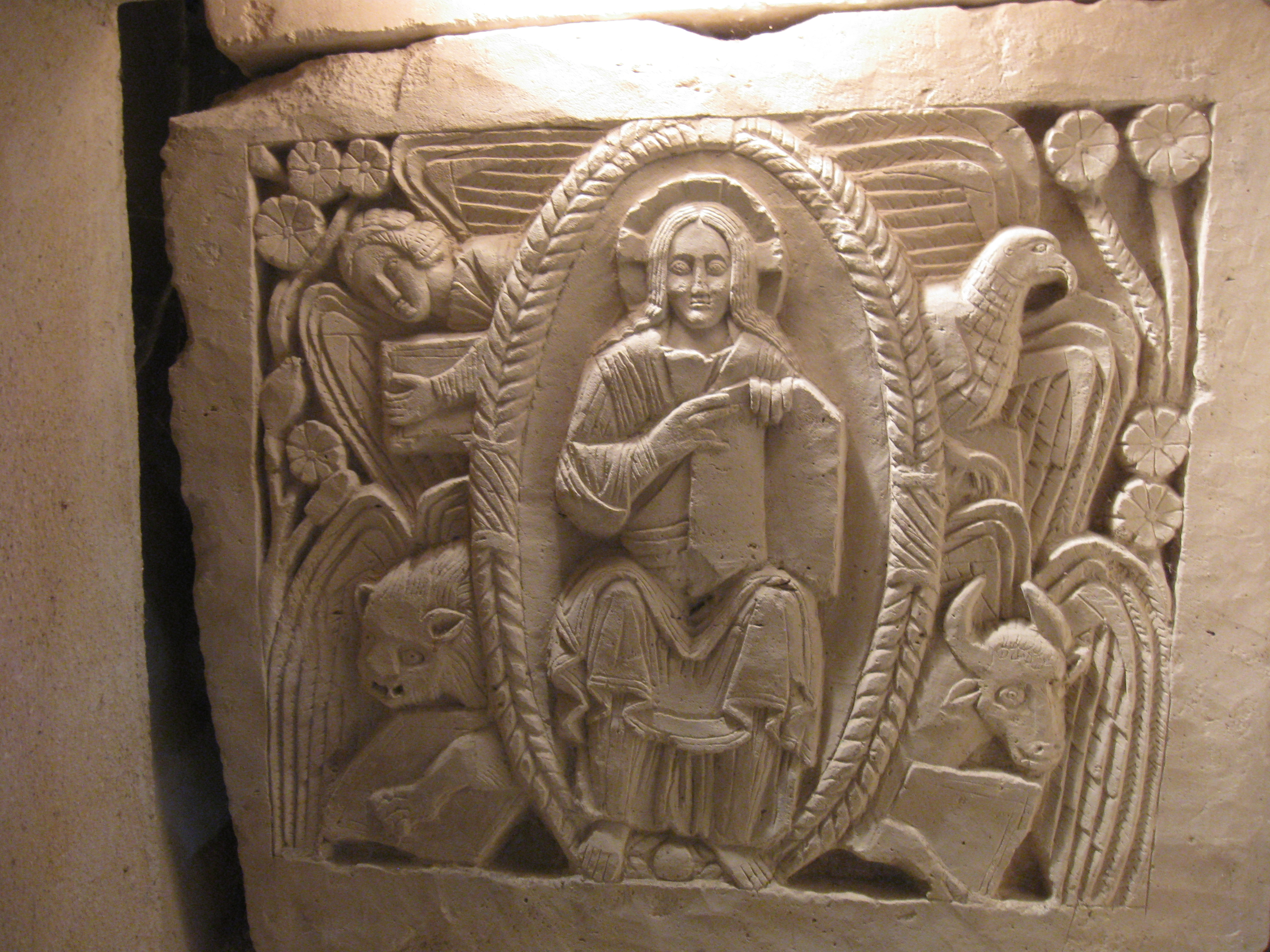
Tétramorphe symbolisant les quatre évangélistes.

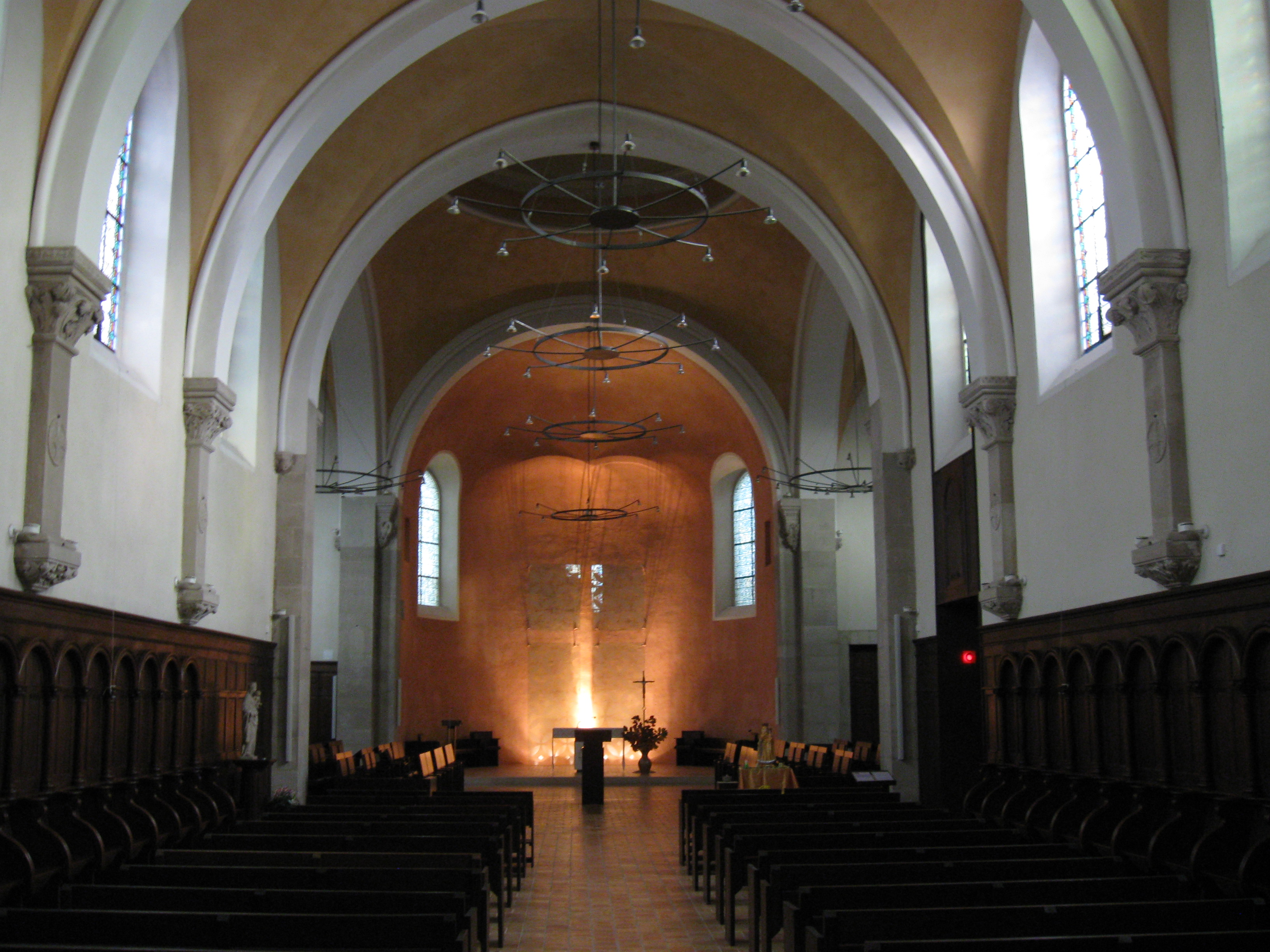
Église abbatiale de l'abbaye.

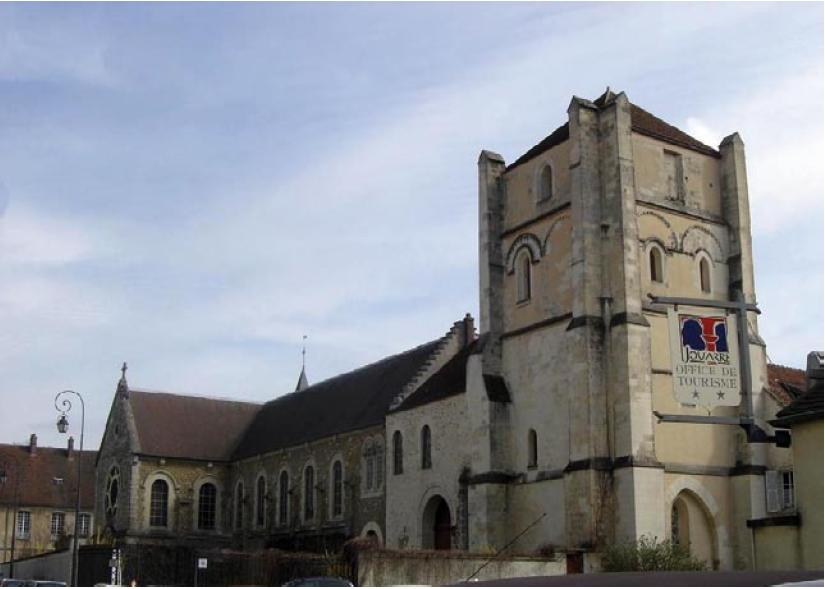
Tour-clocher de l'abbaye.

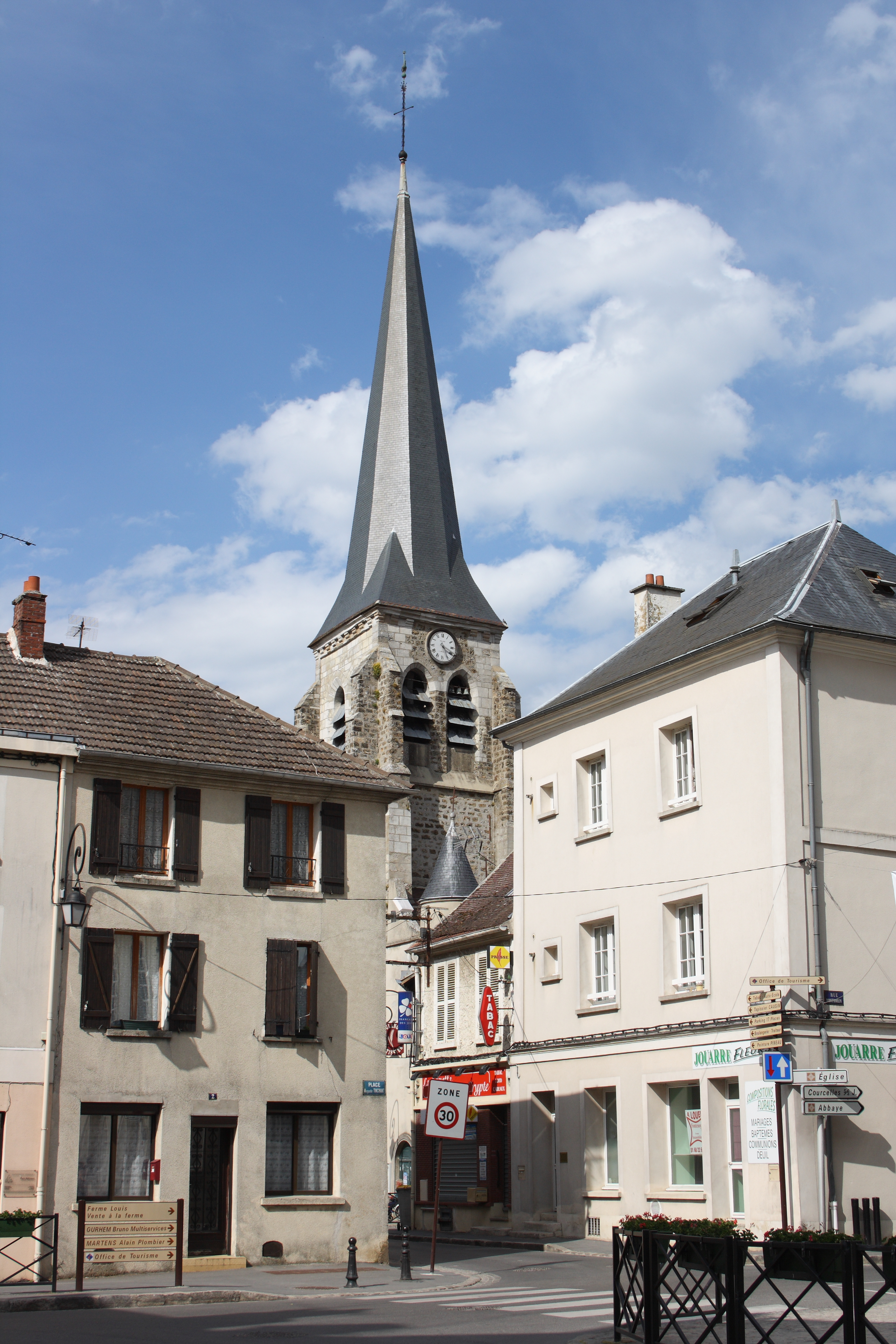
L'église Saints-Pierre-et-Paul.

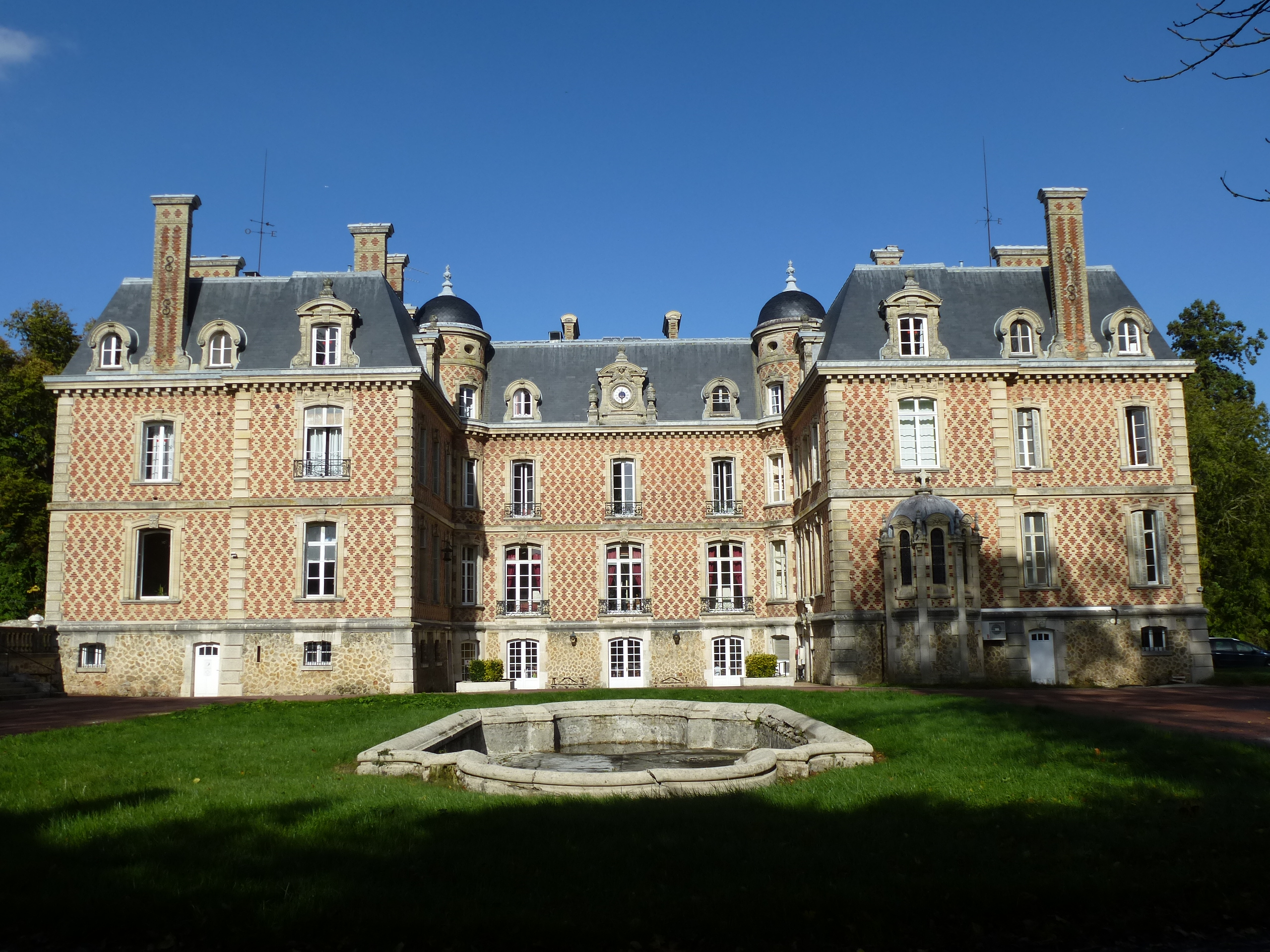
Château de Perreuse.

#### Les cryptes de Jouarre
Les cryptes de Jouarre ont subi plusieurs campagnes de travaux depuis le XVIIe siècle. Jusqu’au XIe siècle, il y avait vraisemblablement un plafond de bois qui reposait sur tous les chapiteaux, dans les deux cryptes. Au XVIIe siècle, les tombeaux sont vidés, pour placer les restes des corps dans des reliquaires et des châsses  et on perce des ouvertures pour que les cryptes ne soient plus dans l’obscurité totale.
Les cryptes renferment les tombeaux de la famille fondatrice de l’abbaye.
La crypte Saint-Paul : ses chapiteaux du VIIe siècle sont faits de marbre des Pyrénées. Les fûts sont des réemplois gallo-romains du IVe siècle.
- Le mur occidental de la crypte est un mur dit « réticulé » car les pierres forment un dessin de filet, à la fois par leur disposition, mais aussi par leur taille.
- Le sarcophage de saint Agilbert qui fut évêque de Dorchester puis de Paris. Il fonda également la première communauté d’hommes de l’abbaye. Le côté du sarcophage présente un magnifique bas-relief. À la tête de ce tombeau, un bas relief, représente le Christ tétramorphe, dans une mandorle, symbolisant les quatre évangélistes.
- Le tombeau de saint Adon.
- Les tombeaux de sainte Osanne, sainte Balde, sainte Mode, sainte Telchilde.
- Le tombeau de sainte Aguilberte, avec des parements d'inspiration coptes sur le dessus et des svastikas, retrouvées dans les temples hindous.
La crypte Saint-Ebrégésile, d'origine carolingienne et utilisée comme chapelle jusqu'au début du XXe siècle abrite le sarcophage de saint Ebrégésile, évêque de Meaux au VIIe siècle, frère de sainte Aguilberte.
À l’extérieur des cryptes, les vestiges de la basilique funéraire qui fut entièrement détruite lors de la guerre de Cent Ans peuvent être aperçus. L’accumulation des sols au fil des siècles, explique qu’il faille descendre une douzaine de marches avant d’accéder au mausolée.

#### L’abbaye Notre-Dame de Jouarre
L'abbaye bénédictine fondée au VIIe siècle par un disciple de saint Colomban de Luxeuil est encore habitée par une communauté bénédictine. Démolie en 1792, elle est rebâtie en 1837 en intégrant des éléments datant du XIIe siècle, notamment le clocher-porche de la tour.

#### La tour romane
La tour romane abrite notamment le magasin des sœurs. On y découvre également une exposition sur l’histoire de l'abbaye et il est possible d'assister à une projection audiovisuelle sur la vie monastique.
C'est sans doute le monument qui résume le mieux l’histoire de Jouarre. Édifiée à la fin du XIe siècle sur des ruines carolingiennes, elle était le clocher de l’église abbatiale. Incendiée par les partisans anglais pendant la guerre de Cent Ans, la tour n’offrait au regard que des pans de murs calcinés, les planchers en bois ayant été détruits. Des pierres rougies permettent encore aujourd’hui de constater la violence de l’incendie.
À la fin du XVe siècle, une flèche est construite. Son sommet est surmonté d’une boule de métal dans laquelle sont enchâssées des reliques, dans la pensée de protéger l’édifice des calamités.
Au XVIe siècle, sous l’impulsion des abbesses Madeleine d’Orléans et Jeanne de Lorraine, la tour est restaurée. Les armoiries de Madeleine d’Orléans sont sculptées aux clefs de voûte dans la salle du deuxième étage. Sur le blason, supporté par deux lions, trois fleurs de lys qui rappellent que l’abbesse était demi-sœur du roi François Ier sont distinguées.
À la Révolution, la tour est transformée en habitation, annexée d’une forge.
u XIXe siècle, la tour, en mauvais état a perdu sa flèche. Pour la sauver, il est alors décidé de la réduire d’un étage, ceci explique sa silhouette massive aujourd’hui.
La tour offrant un panorama impressionnant sur la vallée servit enfin de poste d’observation et de réglage d’artillerie pendant la bataille de la Marne, en septembre 1914.
Bombardée en 1914 et 1940, foudroyée en 1951, ses vestiges furent sauvés par l’association « Les amis de l’Abbaye ».

#### Le musée de la Civilisation paysanne
Dans le musée, deux salles de collections données par l’abbaye, et par des familles de Jouarre y sont présentées ; des outils agricoles en tous genres, des châles, des coiffes traditionnelles ainsi que du mobilier rural. Installé "provisoirement" au-dessus des cryptes au début des années 1960, il y resta jusqu'en 2005. En 2015, à la suite d'un changement de destination du bâtiment qui l'abritait, il a regagné la chapelle Saint Martin au-dessus des cryptes.

#### L'église Saints-Pierre-et-Paul
L'église Saints-Pierre-et-Paul édifiée au XVIe siècle, elle abrite divers joyaux. On peut ainsi citer les châsses des abbesses de Jouarre et autres saints protecteurs, un christ en croix du XVe siècle, une piéta du XVe siècle, une représentation du Christ au tombeau du XVIe siècle, des vitraux du XVIIe siècle, de nombreuses statuettes et sculptures en pierre dont la finesse révèle une maîtrise de l’art et de l’expression et dans la nef de très belles châsses contenant les reliques qui sont portées à dos d'homme chaque année lors de la procession de la Pentecôte,.

#### Le manoir de Nolongue
La construction du manoir-ferme de Nolongue remonte probablement à la première moitié du XIVe siècle. Cette ferme est la seule de la région à avoir supporté le poids de la guerre de Cent Ans, conservant encore aujourd’hui son ancien logis, visible sur la façade méridionale des bâtiments. À l’origine, c’était une construction fortifiée, entourée de douves, à l’intérieur de laquelle on pénétrait par un pont-levis. Un manuscrit de 1544 nous livre une excellente description de l’état du domaine d’alors. Aborder Nolongue, c’est aussi évoquer la mémoire de Jean de Brie, qui y fut « gardeur de pourceaux » à partir de 1357. Par la suite, auteur d’un traité de bergerie, intitulé le Bon Berger, il entra dans les faveurs du roi Charles V de France qui en fit son secrétaire particulier.

#### Le domaine de Perreuse
Le domaine de Perreuse et son château du XVIe siècle :
Durant la première bataille de la Marne, le château fut mis à disposition de l'état-major allié et devint l'un des plus grands hôpitaux militaires de la région. Par la suite, Perreuse devient un centre de repos puis une maison d'accueil et de traitement.
L’étang de Perreuse a été creusé par les premiers moines bénédictins il y a plus d'un millénaire.

#### Cimetière militaire du Château de Perreuse
Cette nécropole rassemble des tombes britanniques et françaises.

#### L'aqueduc de la Dhuis
L'aqueduc de la Dhuis traverse le territoire de la commune.

#### La Fromagerie Ganot
La Fromagerie Ganot est l'une des fromageries les plus importantes de Seine-et-Marne, elle transforme la crème et le lait en yaourt ou fromage. Elle reçoit plus de 10 000 visiteurs par an.

### Personnalités liées à la commune
- **Jean de Brie**, (né vers 1349), berger devenu écrivain et auteur du *Bon Berger*, un traité d’élevage de moutons, qui connut un grand succès et fut utilisé pendant des siècles comme référence pour les pratiques agricoles[85].
- Antoine-Laurent de Jussieu, botaniste (1748-1836). En 1817, il achète le domaine de Venteuil, qui devient un véritable centre intellectuel où Antoine–Laurent reçoit ses amis, dont André-Marie Ampère, célèbre mathématicien et physicien. Le domaine est également un lieu de fêtes familiales, puisque chaque année la famille de Jussieu y fêtait la Saint-Antoine le 15 octobre. Très attaché à ce lieu, Antoine–Laurent choisit de terminer ses jours au château de Venteuil et y mourut en 1836.
- Hippolyte Fizeau, physicien (1819-1896), élève de François Arago. Après de grands travaux, calcul de la vitesse de la lumière, il reçut de nombreux prix tels que le prix triennal de l’Institut de France en 1856, il entra dans la section physique de l’Académie des sciences pour en devenir le vice-président en 1877 puis président l’année suivante.
- Gombert-Alexandre Réthoré (1820-1892), natif et décédé à Jouarre, propriétaire-cultivateur, géomètre, archéologue, historien, écrivain, conseiller municipal, officier d'Académie; auteur de travaux sur Jouarre et Saint-Cyr-sur-Morin. Une rue de la ville porte son nom[86],[87].
- Auguste Prévot-Valéri (1857-1930), peintre, y est mort.
- Brice Parain, philosophe et essayiste français (1897-1971), y est né.
- **Victor Calland** (1807-1865), architecte et propriétaire foncier, mais surtout penseur socialiste chrétien aux affinités fouriéristes. Inspiré par les idées de Charles Fourier, il a tenté de concilier socialisme et christianisme en prônant la réforme sociale par l'éducation et en imaginant des projets utopiques comme le "Palais de Société", destiné à accueillir des familles dans un modèle communautaire catholique. Ses travaux portaient notamment sur la presse, l'éducation agricole, et la réconciliation des classes sociales au nom de la charité chrétienne[88],[89].
- Raymond Sabot (1919-2008), résistant français, Compagnon de la Libération, y est mort.

### Héraldique
| Blason de Jouarre (Seine-et-Marne) | Les armes de la commune se blasonnent ainsi : « D’azur à la montagne de sinople, portant la tour carrée du lieu d’or, essorée de gueules, sommé en chef de 3 étoiles d’or. » |